# 比奧塔 (昆迪納馬卡省)

比奧塔是哥倫比亞的城鎮，位於該國中部，由昆迪納馬卡省負責管轄，距離首府波哥大86公里，始建於1777年3月27日，面積208平方公里，海拔高度662米，2005年人口13,073。

## 外部連結
- （西班牙文） Viota official website
- Viotá, 2003: Mere Coincidences? （页面存档备份，存于）

4°26′N 74°31′W / 4.433°N 74.517°W